# 松岡松平
松岡 松平（まつおか まつへい、1904年（明治37年）12月25日 - 1975年（昭和50年）3月1日）は、日本の弁護士。政治家。衆議院議員（3期）。

## 経歴
富山県出身。1924年中央大学法律科を卒業し、弁護士となる。戦後、公職追放となり、追放中の1948年、政治資金に関する問題で衆議院不当財産取引調査特別委員会に証人喚問された。追放解除後の1952年の第25回衆議院議員総選挙で富山1区から立候補して当選し、翌1953年の総選挙で落選した。1955年の総選挙で再選したが、1958年の総選挙で落選してから、5回連続落選した。1972年の総選挙で14年ぶりに国政に復帰。国会内では商工委員長を務めた。在職中の1975年に死去した。
この他、東亜特殊製鋼、平河ビルヂングの各社長、東和産業会長、自由民主党国会対策副委員長、同宣伝局長などを歴任した。